# Боровня (Псковская область)
Боровня — деревня в Гдовском районе Псковской области России. Входит в состав Чернёвской волости.
Расположена на левом берегу Боровенки в 10 км к юго-востоку от волостного центра Чернёво и в 38 км к юго-востоку от Гдова.

## Население
Численность населения села составляет на 2000 год 38 человек.

## История
Ранее существовала в виде трёх деревень: Малая Боровня, Средняя Боровня и Крайняя Боровня.